# Tropea
Tropea  község (comune) Olaszország Calabria régiójában, Vibo Valentia megyében.

## Fekvése
A Tirrén-tenger partján, Calabria nyugati partvidékén, a Capo Vaticanótól északra fekszik. Festői óvárosa a partvidékből merőlegesen kiemelkedő 40 m magas mészkő sziklán fekszik. Határai: Drapia, Parghelia és Ricadi.

## Története
A település területén a rómaiak egy kikötőt létesítettek, amelyről idősebb Plinius és Sztrabón úgy tartották, hogy Héraklész alapította, miután hazatért Ibériából. A középkorban a normannok hódították meg és csatolták a Szicíliai Királysághoz. A 19. század elején vált önálló községgé, amikor a Nápolyi Királyságban felszámolták a feudalizmust.

## Népessége
A népesség számának alakulása

## Főbb látnivalói
- a 12. század elején épült normann Duomo (katedrális)
- a 18-19. században épült nemesi paloták
- manapság már a szárazföld részét képező, de egykoron a partközeli Santa Maria szigeten fekvő, Santa Maria dell’Isola háromhajós bazilika és bencés kolostor

## Testvérvárosok
- Zvenyigorod, Oroszország (2012)